# Lovisa von Post
Lovisa Ulrika Magdalena von Post, även Ulla  von Post eller Majorskan von Post, född Ridderstole 19 maj 1799 i Rytterne socken, Västmanland, död 1876, var en svensk skeppshandlande, mäklare, kommissionär och bageriidkerska.

## Biografi
Lovisa von Post föddes på Fiholms slott i Västmanland som dotter till greve Carl Ulrik Ridderstolpe och friherrinnan Margareta Falkenberg af Trystorp. Vid 20 års ålder gifte sig von Post med majoren Carl Axel Rangel von Post. Inom äktenskapet föddes två barn. Maken hann avlida under parets tredje graviditet. Hon flyttade till Skellefteå där hon bland annat umgicks med Nils Nordlander. När sjöfarten kom igång var hon i 30-årsåldern och flyttade då till Ursviken i Skellefteå socken. Hon började där bedriva skeppshandel och parallellt med detta blev hon även ångbåtskommissionär. von Post lät därefter uppföra en fastighet, Majorsbostaden i Ursviken, och en bagarstuga. Hon öppnade därefter ett värdshus. På sitt entreprenörskap tjänade hon bra, men hon förbrukade också sina pengar. Verksamheten tvingades hon senare sälja till företaget Hall & Jacobsson. Hon flyttade därefter in hos sin tidigare dräng. Hon påbörjade där en ny verksamhet, som bageriidkerska. Senare tog hon över sin tidigare drängs jordbruk och anställde både en piga och en dräng.
Lovisa von Post avled i sviterna av lunginflammation 1876. Omständigheterna kring hennes begravning är okända.